# Carl Emil Englund-priset

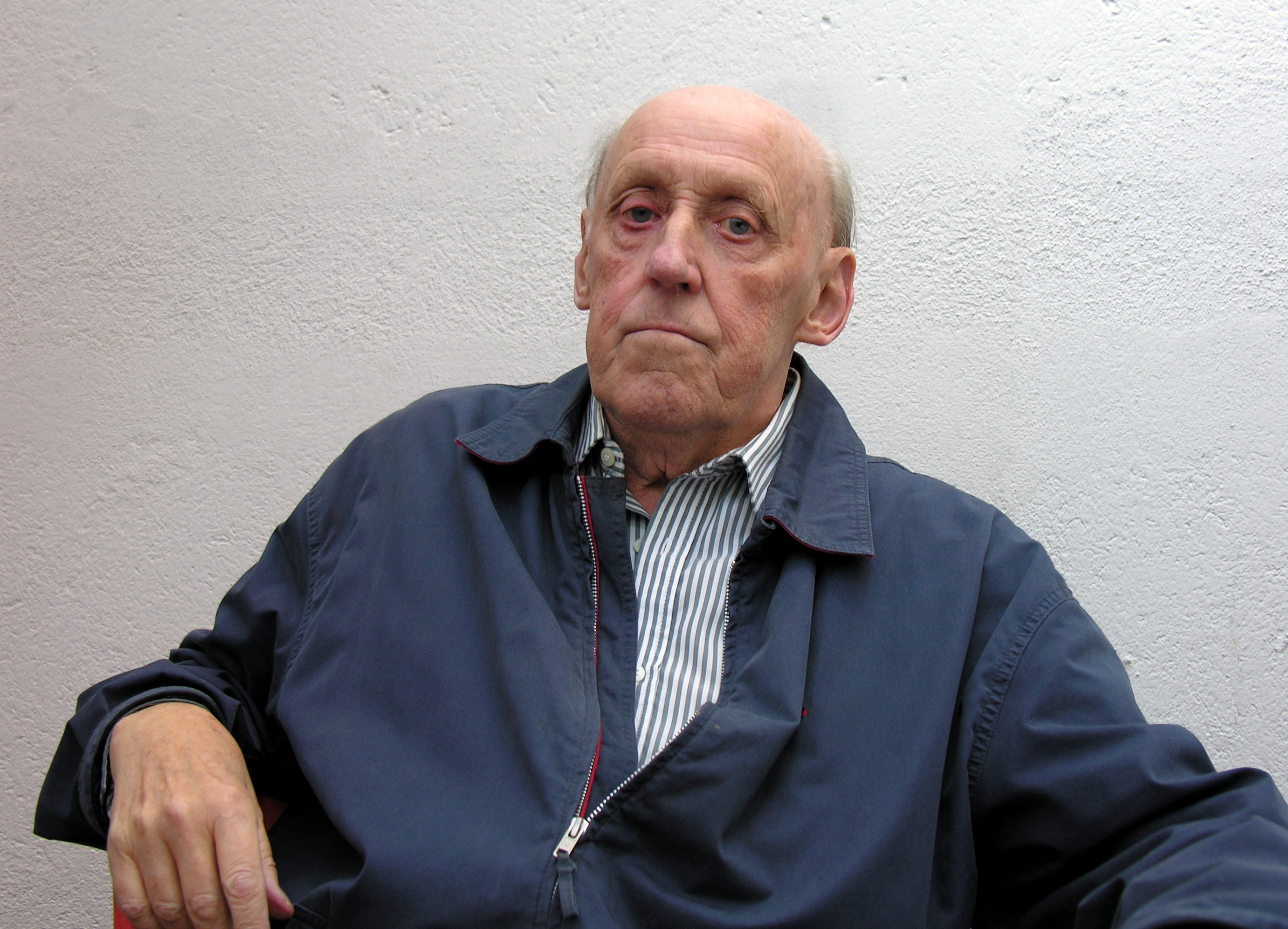
Bo Carpelan, pristagare 1967

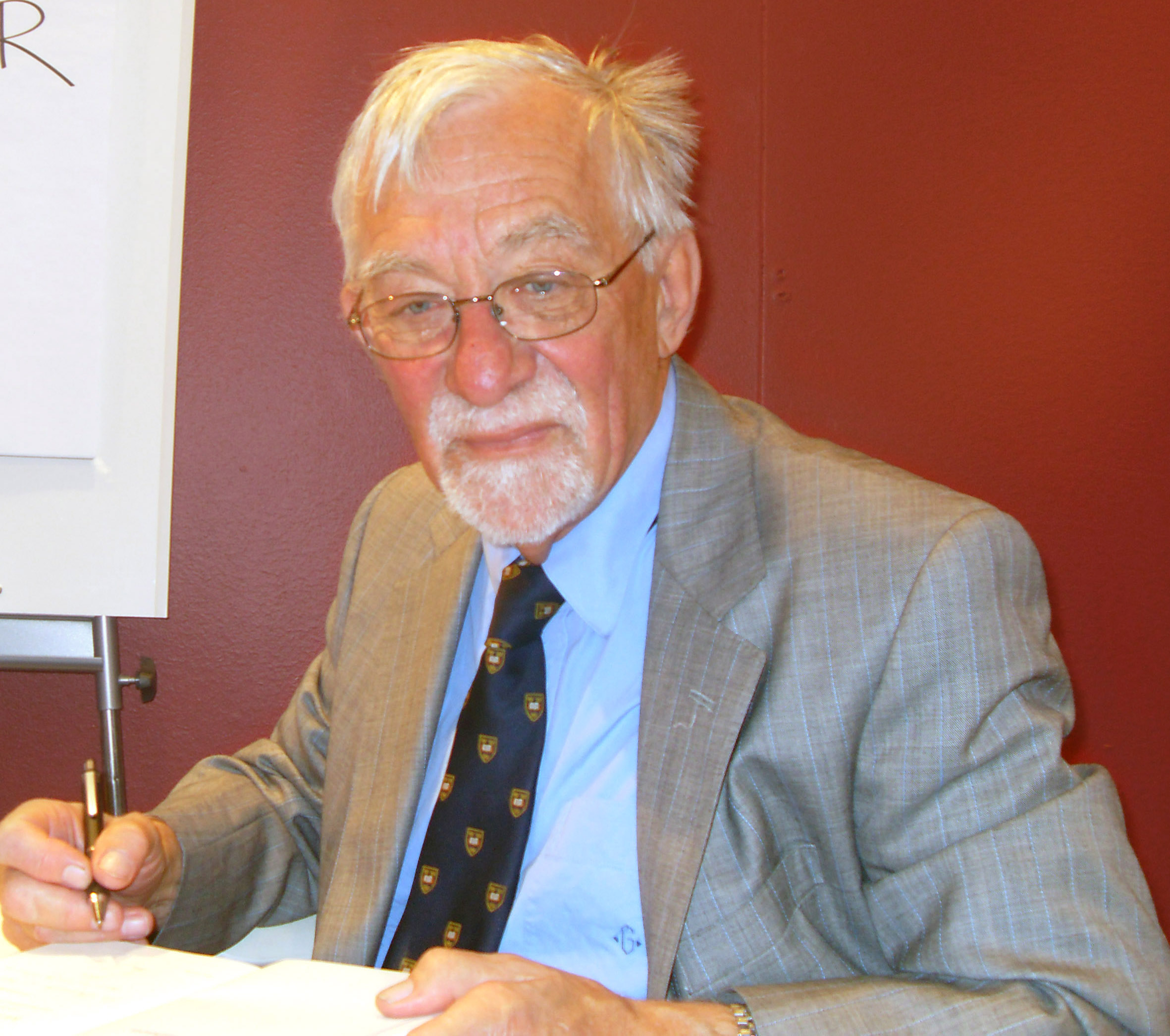
Lars Gustafsson, pristagare 1983

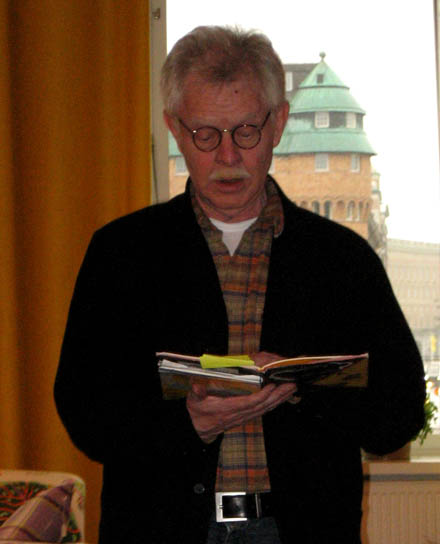
Gunnar Harding, pristagare 1988

Carl Emil Englund-priset var ett litterärt pris som instiftades 1965 av Boklotteriet/Litteraturfrämjandet. Priset var på 15 000 kronor åren 1965-1976, från och med 1977 var prisets storlek 25 000 kronor. Priset instiftades till minne av Carl Emil Englund och utdelades av Litteraturfrämjandet till en lyriker som hade tillhört de konstnärligt intressantaste i det senaste årets produktion på svenska.

## Pristagare
- 1965 – Lars Forssell för Röster
- 1966 – Bengt Emil Johnson för Gubbdrunkning
- 1967 – Bo Carpelan för 73 dikter
- 1968 – Sten Hagliden för Livsgeråd
- 1969 – Lars Norén för Stupor
- 1970 – Axel Liffner för Vardagsbilder
- 1971 – Göran Sonnevi för Det måste gå
- 1972 – Stig Sjödin för Klarspråk
- 1973 – Sandro Key-Åberg för På sin höjd
- 1974 – Petter Bergman för Närvaron i tiden
- 1975 – Lars Lundkvist för Förvåna mig
- 1976 – Kjell Espmark för Det obevekliga paradiset 1–25
- 1977 – Gösta Friberg för Växandet
- 1978 – Elsa Grave för Slutförbannelser
- 1979 – Karl Vennberg för Visa solen ditt ansikte
- 1980 – Urban Torhamn för Mellan våra ansikten
- 1981 – Lennart Sjögren för Stockholms central
- 1982 – Folke Isaksson för Tecken och under
- 1983 – Lars Gustafsson för Världens tystnad före Bach
- 1984 – Werner Aspenström för Sorl
- 1985 – Jan Gehlin för Tidigt om morgonen
- 1986 – Bernt Erikson för Röda trådens död
- 1987 – Kay Glans för Från den norra provinsen
- 1988 – Gunnar Harding för Stjärndykaren
- 1989 – Gösta Ågren för Jär
- 1990 – Ingemar Leckius för Vid Terebintträdet
- 1991 – Bruno K. Öijer för Medan giftet verkar

### Fotnoter
1. ↑  ”Carl Emil Englund-priset”. International.se. http://www.internetional.se/carlemil/cempris.htm. Läst 27 maj 2012.